# 意屬厄立特里亞
意屬厄立特里亞（義大利語：Colonia eritrea） 指1890年起由意大利佔領並管治的厄立特里亞殖民地，首府為阿斯馬拉。
隨著蘇伊士運河於1869年竣工，環紅海地區與歐洲地區的航運迅速地發展起來。據說是在1869年年底或者1870年，統治今吉布地地區的拉海達酋长將現位於厄立特里亞與吉布地接壤地區的阿薩布海灣出售予意大利人拉斐尔·鲁巴蒂诺的船務公司，後者將其作為加煤站。當時此地名義上屬於奧斯曼帝國的哈贝什省，直接由埃及的赫迪夫管理，伊斯坦堡僅對此地有極微的名義控制權。隨著航運發展，1880年起更多的義大利人抵達阿薩布地區，逐漸形成了聚落。
在此同時，義大利人以阿薩布為據點，1876年起與紹阿地區的國王薩勒·馬里亞姆串連，雙方簽訂了「中立協定」，協定規定義大利供應薩勒·馬里亞姆武器，薩勒·馬里亞姆則承諾若能成功擊敗衣索比亞皇帝並繼位，將承認義大利人在阿比西尼亚半自治的海岸地區（梅德里·巴赫里，意为“海洋之地”）的統治權。之後於1881年，英埃蘇丹地區（今蘇丹）爆發了反抗埃及統治的馬赫迪起義。埃及軍隊在當地戰況節節失利，英國藉機介入戰爭，仲介埃及軍隊假道衣索比亞撤出馬赫迪地區，是為《阿德瓦條約》。作為簽訂條約的交換條件，英國承諾衣索比亞皇帝約翰尼斯四世可取得原先由英埃蘇丹控制的「低地」，也就是厄立特里亞沿海地區的控制權，但英國人之後選擇將此地的重要港口馬薩瓦交給義大利人，殖民地得以進一步擴張。
趁著衣索比亞和馬赫迪開戰，約翰尼斯四世戰死於貢德爾之際，薩勒·馬里亞姆拉攏分化了反對勢力，得以登基為衣索比亞皇帝，是為孟尼利克二世。為報答意大利人對他的支持，孟尼利克二世與義大利人締結《武恰萊條約》大致承認了義大利人對海岸地區的主權。條約由義大利特使安東利（Antonlli）以義大利文起草，再由一個不懂義大利文的衣索比亞人格拉茲瑪赤·尤賽夫（Grazmach Yoseph）把該條約「翻譯」成阿姆哈拉文，之後孟尼利克二世在阿姆哈拉文本上簽字。而在條約的第十七條“from the Latin name for the Red Sea”有關海岸的範圍，雙方存在分歧，也成為義大利和衣索比亞日後發生爭執的原因。
1889年10月，義大利通知歐洲列強衣索比亞為義大利的保護國，並於1890年1月1日根據《武恰萊條約》宣布厄利垂亞為義大利殖民地，這也是義大利在非洲的第一塊殖民地。孟尼利克二世默認了厄利垂亞為義大利的殖民地，但他堅決不接受衣索比亞受義大利保護。孟尼利克二世皇帝寫信給歐洲列強：強調衣索比亞是一個主權獨立的國家，並非義大利的保護國，歐洲列強退回了他的信，並指出衣索比亞的對外事務必須通過義大利處理。
孟尼利克二世在外交努力失敗後，於1893年2月宣布廢除《武恰萊條約》。作為回應，義大利人發動了第一次義大利衣索比亞戰爭，但由於指揮失當和過度輕敵，義大利遠征軍在阿杜瓦戰役被衣索比亞軍隊徹底擊敗，兩國之後簽訂了《阿迪斯阿貝巴條約》取代旧條約，義大利承認衣索比亞的獨立和主權，但孟尼利克二世也承認義大利對於厄立垂亞地區的統治。
之後，厄立垂亞作為義大利的殖民地，並在第二次義大利衣索比亞戰爭後，併入部分原屬衣索比亞的土地而獲得擴張。殖民期間阿斯馬拉取代沿海的馬薩瓦，成為殖民地的重心，義大利人在此地大興土木，留下的建築遺產現在仍可看到。一直到第二次世界大戰爆發，1941年義大利在此地的軍隊被英軍擊敗，義屬厄立垂亞步入終結，但法律上義屬厄立垂亞的主權終止直到1947年《對意和約》，1950年12月2日厄立垂亞才由聯合國大會第390A號文件（UN General Assembly Resolution 390A (V)）交由英國託管，並在兩年後併入衣索比亞-厄立垂亞聯邦。